# Chaos auf Deponia
Chaos auf Deponia ist ein Point-and-Click-Adventure des deutschen Entwicklerstudios und Publishers Daedalic Entertainment. Die deutsche Originalfassung wurde im Oktober 2012 als Nachfolger von Deponia und als zweiter Teil einer vierteiligen Spielereihe des Autors und Daedalic-Mitgründers Jan Müller-Michaelis veröffentlicht. Das Spiel wurde 2013 mit dem Deutschen Computerspielpreis in der Kategorie „Bestes Deutsches Spiel“ ausgezeichnet.

## Handlung
Das Spiel knüpft unmittelbar an die Ereignisse des ersten Teils an. Der Spieler schlüpft erneut in die Rolle des Antihelden Rufus, der alles versucht, um auf die Raumstation Elysium zu gelangen, zur Rettung des Schrottplaneten Deponia, vor allem aber zur Verbesserung seiner eigenen Lebensumstände. Zur Seite stehen ihm unter anderem die Elysianerin Goal, in die er sich bereits in Deponia verliebt hat, der Arzt und Bastler Doc, sowie der Müllfrachterkapitän Bozo.
Das Spiel beginnt mit einer Einführungssequenz, in der Rufus die Geschichte des letzten Teils – etwas heroisch verklärt – erzählt. Als er fertig ist, erfährt man von einem weiteren Versuch seinerseits, nach Elysium zu kommen, während Goal und Cletus sich in einem Hochboot ebenfalls auf dem Weg dorthin befinden. Dieser Versuch geht jedoch schief, Goal wird nach draußen geschleudert und nach einer versuchten Rettung durch Rufus stürzen die beiden erneut hinunter auf Deponia.
Dort werden die beiden von Doc und dem Schrotthändler Bozo aus dem Meer gefischt.
In seiner Praxis erörtert Doc dann Rufus, dass Goal beim Sturz stark verletzt wurde, sodass er sofort operieren muss. Bei der Operation wird Goals Bewusstsein jedoch in drei Teile gespalten, die aristokratische Lady-Goal, die temperamentvolle Krawall-Goal und die naive Baby-Goal.
Zur Vermeidung langzeitiger Schäden muss Rufus alle drei Teile überzeugen, mit ihm zurück zu Doc zu kommen, um sie wieder zusammenzufügen.
Während seiner Mission trifft Rufus auf viele skurrile und verrückte Charaktere, insbesondere auf das unorganisierte Verbrechen, eine Gangster-Verbindung, die von der verrückten Donna geleitet wird, und die Widerstandsgruppe gegen den Organon unter Führung des nuschelnden Janosch.
Nach und nach erobert Rufus das Herz aller drei Goals:
- Krawall-Goal muss er im Kampf besiegen und damit seine Kraft und seinen Mut beweisen,
- Lady-Goal muss er zu einem romantischen Essen für zwei ausführen und
- für Baby-Goal muss Rufus dem Widerstand beitreten.

Da Baby-Goal danach jedoch an Janoschs nuschelnden Lippen hängt, muss Rufus mit einem echten Plan gegen den Organon aufwarten, um selbst zum „spirituellen“ Anführer der Gruppe aufzusteigen.
Dieser Plan sieht vor, einen der Sprengtürme, mittels derer Deponia gesprengt werden soll, anzugreifen und im allgemeinen Chaos Cletus durch Rufus zu ersetzen, so dass er mit Goal nach Elysium reisen kann, um dort die Wahrheit zu verbreiten. Außerdem soll so verhindert werden, dass dieser Sprengturm gegen die deponianische Bevölkerung als Massenvernichtungswaffe eingesetzt wird.
Doch kaum hat er alle Teile Goals zur Vernunft gebracht, so dass sie zur lebensrettenden Operation bereit sind, belagert der Widerstand Docs Klinik, weil Janosch Goals Bewusstsein nutzen will, um den Organon zu bekämpfen. Rufus schafft es nach innen, wo das unorganisierte Verbrechen (Donna und ihre zwei Schläger) Doc und Goal gefangen hält. Rufus kann die drei Ganoven ausschalten, dabei wird Lady-Goals Bewusstsein in Donnas Körper übertragen.
Er erfährt jedoch, dass Donna-Goal ihn verraten hat und mit Cletus nach Elysium zurückkehrt, um die Explosion Deponias zu überleben. Es stellt sich heraus, dass Elysium nur eine Raumstation ist, mit deren Hilfe ein neuer Planet erreicht werden soll, der einen Neuanfang erlaubt. Da Elysium jedoch Energie für die Reise braucht, muss Deponia gesprengt werden, da sonst Elysium nach einer Weile einfach auf den vermüllten Boden Deponias zurückstürzt. Und Lady-Goal, jetzt in Donnas Körper, ist nicht bereit, Elysium aufzugeben. Sie verschwindet und lässt Rufus mit dem Zwiespalt zurück, dass er nicht beides haben kann: Er kann nicht Deponia und seine Bewohner retten und gleichzeitig das ersehnte Glück auf Elysium genießen.
Angesichts der drohenden Apokalypse macht sich Rufus nun mit Bozo, Doc sowie Goals restlichen, idealistischen und gutmütigen zwei Teilen auf die Suche nach Donna-Goal. Sie spüren sie auf und Rufus kann mithilfe der Torpedo-Delfine des Widerstandes ihr U-Boot versenken, wird dabei jedoch bewusstlos.
Als er nahe am Turm wieder zu sich kommt, haben die Rebellen bereits ihren Angriff begonnen und fechten nun einen aussichtslosen Kampf gegen die Übermacht des Organon aus.
Als Rufus in den Turm gelangt, trifft er auf Cletus, der an den Bombenkontrollen herumfummelt. Donna steht ohne Bewusstsein im Raum, durch Einlegen von Krawall-Goals Datasette kommt diese wieder zu Bewusstsein. Krawall-Goal kommt zwar nicht argumentativ, aber zumindest handfest mit Lady-Goal (nun im Originalkörper) zurecht. Ein Kampf entbrennt, zwischen den Goal-Dritteln und zwischen Rufus und Cletus.
Es stellt sich dabei heraus, dass Cletus verhindert hat, dass der Bombenturm eingesetzt werden kann. Er will zwar letztlich Deponias Sprengung, geht aber davon aus, dass diese auch ausgeführt wird, wenn er sich für die Deponianer ausspricht – er will nur seine Hände in Unschuld waschen. Es kommt zu einer ähnlichen Situation wie beim Hochboot im ersten Teil, Rufus landet an einem Geländer und Goal traut ihm nicht mehr, weil er den Countdown aktiviert und Cletus letztlich verhindert hat, dass der Organon seinen Plan umsetzen kann. Alles, was Rufus bleibt, ist Krawall-Goals Datasette, Lady- und Baby-Goal verlassen ihn an Cletus' Seite und er stürzt in die Tiefe.
Als er bei den Rebellen landet, bleibt ihnen nur noch die Flucht aus dem Turm, der dank Cletus als einziger von der Bombe zerstört werden wird. Bei ihrem Rückzug stößt jedoch Lady-Goal wieder zu ihnen, sie hat sich doch noch gegen die Pläne des Organon entschieden. Cletus reichte wohl nur ein Teil von Goal, jedoch hat Lady-Goal heimlich auch noch Baby-Goals Bewusstsein gegen das von Donna ausgetauscht. Alles was Cletus nun bleibt, ist die psychopathische Anführerin des Unorganisierten Verbrechens, während Rufus und seine Gefährten die Explosion des Bombenturms aus sicherer Entfernung betrachten.

## Spielprinzip und Technik
Chaos auf Deponia ist ein 2D-Adventure. Handgezeichnete, animierte Figuren agieren vor ebenfalls handgemalten, zweidimensionalen Kulissen. Es handelt sich um ein Point-and-Click-Adventure: Mit der Maus kann der Spieler Rufus durch das Anklicken von Ausgängen durch die Örtlichkeiten bewegen und darüber hinaus mit den Maustasten Aktionen einleiten, die den Spielcharakter mit seiner Umwelt interagieren lassen. Rufus kann so Gegenstände finden, sie auf die Umgebung oder andere Gegenstände anwenden und mittels Multiple-Choice-Dialogen mit NPCs kommunizieren. Mit fortschreitendem Handlungsverlauf werden weitere Orte freigeschaltet. An bestimmten Stellen muss der Spieler zudem Minispiele lösen, die jedoch übersprungen werden können. Diese sind meist sehr komplexe Rätsel, die keine oder nur wenige bereits gefundene Gegenstände erfordern.

## Produktionsnotizen
Eine internationale Version mit englischer Synchronisation erschien im November 2012. Als Nachfolger und dritter Teil der Reihe erschien am 15. Oktober 2013 Goodbye Deponia, das ursprünglich den Abschluss der Reihe bilden sollte. Am 1. März 2016 veröffentlichte Daedalic schließlich mit Deponia Doomsday noch einen vierten Teil.

### Synchronisation
| Charakter                        | Synchronsprecher     |
| -------------------------------- | -------------------- |
| Rufus / Argus / Cletus / Organon | Monty Arnold         |
| Nod / Bedienung                  | Gunnar Bergmann      |
| Schnabeltiertrapper / Janosch    | Michael Bideller     |
| Toni                             | Marie Biermann       |
| Goal                             | Sinikka Compart      |
| Donna / Janoschs Mama            | Alianne Diehl        |
| Seagull                          | Thomas Fitschen      |
| Shopomat / Crane                 | Haye Graf            |
| Gulliver                         | Victor Hacker        |
| Doc / Wink                       | Jürgen Holdorf       |
| Oma Utz                          | Irmgard Jedamzik     |
| Bozo / McThulu                   | Holger Löwenberg     |
| Gondoliero / Sänger              | Jan Müller-Michaelis |
| Erzähler                         | Götz Otto            |
| Cleverbyte / Apotheker           | Thomas Padanyi       |
| Mimmel                           | Simona Pahl          |
| Goon                             | Erik Range           |
| Angler / Gärtner                 | Sönke Städtler       |
| Liebold / Seher                  | Mirko Thiele         |
| Jukeboxzwerg / Garlef            | Janis Zaurins        |

## Rezeption
Aus 31 aggregierten Wertungen erzielt Chaos auf Deponia auf Metacritic einen Score von 78. Kritisiert wurden die Story mit Rufus als egozentrischen und nicht schätzenswerten Charakter. Andere Kritiken hingegen bezeichnen die Charaktere als originell und witzig. Teilweise wurden auch die Puzzles und Mini Spiele als unlogisch, verbuggt und/oder unfair bezeichnet. Die Rätsel und Mini-Spiele können aber übersprungen werden.

### Auszeichnungen
- Deutscher Entwicklerpreis 2012: Auszeichnung als “Bestes Adventure”, “Bestes Jugendspiel” und “Bestes Familienspiel”[9]
- Deutscher Computerspielpreis als "Bestes Deutsches Spiel"[10]